# Concurso Mundial de Bruselas
El Concurso Mundial de Bruselas (Concours Mondial de Bruxelles) es una competencia internacional de bebidas alcohólicas, vinos y espirituosos creado en Bélgica en 1994.
El jurado o panel de cata del concurso está compuesto por expertos reconocidos del mundo vitivinícola, de alrededor de 40 diversos países. Las muestras que se presentan, de vinos y bebidas espirituosas, compiten por obtener alguna de las medallas que este entrega al finalizar. El concurso contempla como premio a los mejores resultados, para cada categoría, tres tipos de medallas: Gran Medalla de Oro, Medalla de Oro y Medalla de Plata.

## Historia
El Concurso Mundial de Bruselas fue creado por Louis Havaux y su primera versión tuvo lugar en la ciudad de Brujas (Bélgica). 
Inicialmente sólo competían muestras de vinos en este concurso, pero a partir de 1999 se incorpora el Brussels Spirits Awards, donde compiten bebidas espirituosas, aguardientes y otros vinos de fruta.
Desde 2006, sus ediciones se realizan en ciudades fuera de las fronteras de Bélgica.

## Ediciones
- 1994: Concours Mondial de Bruxelles en Brujas (Bélgica).
- 1995: Concours Mondial de Bruxelles.
- 1996: Concours Mondial de Bruxelles.
- 1997: Concours Mondial de Bruxelles.
- 1998: Concours Mondial de Bruxelles.
- 1999: Concours Mondial de Bruxelles.
- 2000: Concours Mondial de Bruxelles.
- 2001: Concours Mondial de Bruxelles.
- 2002: Concours Mondial de Bruxelles.
- 2003: Concours Mondial de Bruxelles.
- 2004: Concours Mondial de Bruxelles.
- 2005: Concours Mondial de Bruxelles.
- 2006: Concours Mondial de Bruxelles en Lisboa (Portugal).
- 2007: Concours Mondial de Bruxelles en Maastricht (Países Bajos).
- 2008: Concours Mondial de Bruxelles en Burdeos (Francia).
- 2009: Concours Mondial de Bruxelles en Valencia (España).
- 2010: Concours Mondial de Bruxelles en Palermo (Italia).
- 2011: Concours Mondial de Bruxelles en Luxemburgo (Luxemburgo).
- 2012: Concours Mondial de Bruxelles en Guimarães (Portugal).
- 2013: Concours Mondial de Bruxelles.
- 2014: Concours Mondial de Bruxelles.
- 2015: Concours Mondial de Bruxelles.
- 2016: Concours Mondial de Bruxelles.
- 2017: Concours Mondial de Bruxelles. en La Serena (Chile).